# Верёвкин, Александр Фёдорович
Александр Фёдорович Верёвкин (26 декабря 1955) — советский и молдавский футболист, защитник, тренер. Мастер спорта СССР, заслуженный тренер Приднестровья.

## Биография
Начинал играть в футбол в Новой Каховке в соревнованиях КФК. В 1977 году был приглашён в клуб «Днепр» (Могилёв), в котором дебютировал в соревнованиях мастеров во второй лиге.
С 1978 года играл в соревнованиях мастеров в составе возрождённой команды мастеров Тирасполя, носившей названия «Старт», «Автомобилист», «Текстильщик», «Тирас» (позднее — «Тилигул»). Провёл в составе клуба бессменно 13 сезонов, сыграв более 400 матчей в первенствах СССР во второй и первой лигах, был капитаном команды. По состоянию на конце 1980-х годов был рекордсменом клуба по числу сыгранных матчей. В 1989 году вместе с командой стал победителем зонального и финального турниров второй лиги.
В 1991 году перешёл на тренерскую работу в «Тилигуле», став помощником Владимира Вебера.
После распада СССР сыграл несколько матчей за тираспольский клуб в чемпионате Молдавии, становился серебряным призёром чемпионата и обладателем Кубка Молдавии в сезонах 1992/93 и 1993/94. В 1993 году некоторое время исполнял обязанности главного тренера «Тилигула». Последние два сезона на профессиональном уровне провёл в клубе высшего дивизиона Молдавии «Нистру» (Чобурчи), где завершил карьеру в возрасте 41 года.
В дальнейшем снова работал тренером. В июле-августе 2006 года исполнял обязанности главного тренера «Тилигула», затем был тренером второго состава клуба. По состоянию на 2010 год работал в бендерском «Динамо», где был ассистентом Юрия Ходыкина. С 2012 года — тренер в бендерской СДЮШОР № 4. Также по состоянию на 2019 год входил в тренерский штаб любительской сборной Приднестровья.
Принимал участие в соревнованиях ветеранов, признавался лучшим защитником. Известные воспитанники — Сергей Скиценко, Кристиан Чобану, Андрей Доля, Михаил Евтодиев и Артём Ташев.
Награждён орденом ПМР «Трудовая слава» (2020), грамотой президента ПМР (2020).

## Достижения
- Серебряный призёр чемпионата Молдавии: 1992/93, 1993/94
- Обладатель Кубка Молдавии: 1992/93, 1993/94